# 日比谷焼打事件
- 日比谷焼打ち事件[1]
- 日比谷焼き打ち事件
- 日比谷焼討事件
- 日比谷焼き討ち事件

日比谷焼打事件（ひびややきうちじけん）は、1905年（明治38年）9月5日、東京市麹町区（現在の東京都千代田区）の日比谷公園で行われた日露戦争の講和条約であるポーツマス条約に反対する国民集会をきっかけに発生した日本の暴動事件。

## 原因と結果
1905年、日露戦争は東郷平八郎率いる日本海軍がロシア海軍のバルチック艦隊を撃破したことを契機に、アメリカ大統領のセオドア・ルーズベルトの斡旋の下、アメリカのポーツマスにおいて日露間の和平交渉が行われることとなった。当時、日本は戦争に対する多大な軍費への出費から財政が悪化し、ロシアでも血の日曜日事件など革命運動が激化していたため、両国とも戦争継続が困難になっていた。当時の日本には戦争を継続するだけの余力は既になかった。しかしながら日本国内では連戦連勝の報道がなされ、戦費を賄うために多額の増税・国債の増発もなされていた。
しかし、ロシア側はあくまで賠償金の支払いを拒否した。日露戦争の戦場は全て、満洲（現在の中国東北部）南部と朝鮮半島北部であり、ロシアの領内はまったく日本に攻撃されていないという理由からであった。日本側の全権であった小村寿太郎は8月29日、ロシアに樺太の南半分（北緯50度以南）の割譲および租借地であった遼東半島の日本への利権の移譲を認めさせ、日本の満洲や韓国に対する指導権の優位などを認めさせることで妥協し、講和条約であるポーツマス条約に調印した。日露戦争は実質的に日本の勝利に終わった。
しかし、同条約では日本に対するロシアの賠償金支払い義務はなかったため、日清戦争と比較にならないほど多くの犠牲者や膨大な戦費（対外債務も含む）を支出したにも拘わらず、直接的な賠償金が得られなかった。
この条件は、事前の8月末に『朝日新聞』などで報道されていた「講和条約」予想記事と比較して、領土割譲は樺太南半のみで賠償金支払いと沿海州割地がないという、日本国民が考えていた講和条件とは大きくかけ離れるものであった。日本側は賠償金50億円、遼東半島の権利と旅順 - ハルピン間の鉄道権利の譲渡、樺太全土の譲渡などを望んでいた。後の日比谷焼き討ち事件の原因となった一部政治活動家らの中にはイルクーツク地方以東のロシア帝国領土（沿海州）割譲がされるべきと主張する者までいた。このため、『朝日新聞』（9月1日付）に「講和会議は主客転倒」「桂太郎内閣に国民や軍隊は売られた」「小村許し難し」などと書かれるほどであった。長きにわたる戦争で戦費による増税に苦しんできた国民にとって、賠償金と沿海州が取れなかった講和条約に対する不満・非難の世論が高まった。このため、9月3日に大阪市公会堂をはじめとする全国各地で講和条約反対と戦争継続を唱える集会が開かれた。その内容は、「国務大臣（閣僚）と元老を全て処分し、講和条約を破棄してロシアとの戦争継続を求める」という過激なものであった。

### 野党議員座長の講和条約反対集会
9月5日の講和条約締結日に、野党であった憲政本党の河野広中を座長とした対露対外硬派9団体の集会が開催された。河野らの主張する賠償金と沿海州割譲を支持するために講和内容への反対に端を発する数万人による暴動、日比谷焼き討ち事件が起きた。そのため、翌9月6日、勅令で、治安妨害の新聞雑誌の発行停止権を内相に与えられた。これにより、『大阪朝日』『東京朝日』『万朝報』『報知新聞』などが発行停止を命じられた。

### 幕引き以降
その後の暴動収拾後も反発は収まらず、首相の桂太郎は立憲政友会を率いる西園寺公望と密かに会談を持って収拾策を話し合った。この結果、翌年1月に第1次桂内閣は総辞職し、代わって第1次西園寺内閣が成立した。西園寺や新たに内務大臣となった原敬は反政府側から出された戒厳令関係者の処分要求を拒絶して、事件の幕引きを図った。

### 首謀容疑者らの検挙・裁判
警視庁は9月5日朝に国民大会の開催を阻止するべく大会委員8名を検束しようとしていたが、小川平吉、大竹貫一、桜井熊太郎が拘束を免れて大会を強行した。
同日午後、兇徒嘯聚罪（明治13年刑法第137条）により主催者8名は検挙されたが、東京地裁検事局が、暴動計画教唆の証拠は全くないとして釈放した。芝警察署はその後の捜査を経て主催者らを立件し、11月10日、検察側責任者倉富勇三郎のもと起訴が行われた。東京地裁第一刑事部の裁判長今村恭太郎、陪席判事深川田次郎、同岡慶治、検事安住時太郎、杉本時三郎のもとで、翌年2月26日から4月11日まで11回に渡り公判が行われた。4月21日に無罪が言い渡され、控訴はなく無罪が確定した。

## 講和条約反対暴動の推移

決起集会

9月5日、東京の日比谷公園でも野党議員が講和条約反対を唱える民衆による決起集会を開こうとした。不穏な空気を感じた警視庁は禁止命令を出し、警察官350人と丸太で公園の入り口を封鎖した。
しかし怒った民衆たちが日比谷公園に侵入。一部は皇居前から銀座方面へ向かい、御用新聞と目されていた国民新聞社を襲撃した。すぐ後には抜刀した5人組が内務大臣官邸を襲撃し、棍棒や丸太で裏門からも襲った。銀座からの暴徒と化した群衆も襲撃に加わった。そうして、東京市各所の交番、警察署などが焼き討ち・破壊される事件が起こり、市内13か所以上から火の手が上がった。
この時、日本正教会がロシアと関係が深かったことから、ニコライ堂とその関連施設も標的になり、あわや焼かれる寸前であったが、近衛兵などの護衛により難を逃れた。また群衆の怒りは、講和を斡旋したアメリカにも向けられ、東京の駐日アメリカ公使館のほか、アメリカ人牧師の働くキリスト教会までも襲撃の対象となった。
これにより東京は無政府状態となり、翌9月6日、日本政府は東京市および府下5郡に戒厳令を布き即日施行、近衛師団が鎮圧にあたることでようやくこの騒動を収めた。この騒動により、死者は17名、負傷者は500名以上、検挙者は2000名以上にものぼった。このうち裁判にかけられた者は104名、有罪となったのは87名であった。
なお、各地で講和反対の大会が開かれ、9月7日に神戸、9月12日に横浜でも暴動が起こった。

## 被害にあった建物
- 内務大臣官邸
- 外務省
- 国民新聞社

### キリスト教関係
- 駒形町福音伝道館
- 三軒町美以教会
- 黒船町聖約翰教会
- 森下町救世軍分営
- 芝崎町浅草美以教会・牧師館（現在の日本基督教団浅草教会）
- 横川町天主教会・付属小学校
- 吉田町天主教信者鈴木房次郎宅
- 松倉町同盟教会講義所（現在の日本同盟基督教団）
- 向島小梅町同盟教会（現在の日本同盟基督教団）
- 両国矢ノ倉町日本基督教会（現在の日本基督教団永福町教会）
- 御士町日本基督教会（現在の日本基督教団豊島岡教会）
- 日本基督明星教会（現在の日本基督教団小石川明星教会）
- 車坂町美以教会（現在の日本基督教団下谷教会）